# P. W. Jenkins
P. W. Jenkins war ein britischer Hersteller von Karosserien und Automobilen.

## Unternehmensgeschichte
Das Unternehmen aus dem Londoner Stadtteil Ponders End war ein Karosseriehersteller. 1914 begann die Produktion von Automobilen. Der Markenname lautete Jenkins. Im gleichen Jahr endete die Automobilproduktion. Insgesamt entstanden nur wenige Fahrzeuge.

## Fahrzeuge
Das einzige Modell war der Kleinwagen 8 HP. Das Fahrgestell kam von Hurlin & Co. Ein luftgekühlter Einbaumotor von J.A.P. trieb das Fahrzeug an.